# Flora Ilustrada de Entre Rios (Argentina)
Flora Ilustrada de Entre Rios (Argentina) (abreviado Fl. Ilustr. Entre Rios) es un libro con ilustraciones y descripciones botánicas que fue escrito por el ingeniero agrónomo, botánico, pteridólogo, y fitólogo argentino Arturo Eduardo Burkart y publicado en Buenos Aires en 6 partes en el año 1969.

## Descripción
- Parte n.º 2. Monocotiledoneas : Gramineas
- Parte n.º 3. Dicotiledoneas Arquiclamideas. a. Salicales a Rosales (incluso Leguminosas)
- Parte n.º 5. Dicotiledone as Metaclamidea s (Gamopetalas ). a. Primulales a Plantaginales
- Parte n.º 6. Dicotiledóneas Metaclamideas (Gamopetales). b. Rubiales a Campanulales (incluso Compuestas)